# Green Anarchy
Green Anarchy — американский журнал анархистов. Издается в Юджине, штат Орегон. Тематикой статей являются: анархо-примитивизм, радикальный энвайронментализм, пост-лефтистский анархизм, антикапитализм и поддержка политических заключённых. Тираж 8000 экземпляров.
Подзаголовок журнала: «An Anti-Civilization Journal of Theory and Action» («Антицивилизационный журнал теории и действия»). Создан летом 2000 года одним из основателей журнала «Green Anarchist». Джон Зерзан является одним из редакторов «Green Anarchy».